# Listă de companii din Arabia Saudită
Aceasta este o listă cu companii din Arabia Saudită
- Abdulla Fouad
- Ahmad Hamad Al Gosaibi & Brothers
- Al Bawardi Group Of Companies
- Al Faisaliah Group
- Al Tawleed Energy & Power Company
- Al-Araba Company
- Al Muhaidib
- Al Rajhi Bank
- Al Salem Johnson Controls Group
- Arab National Bank
- Banque Saudi Fransi
- Big Oil
- Business Solutions Est.
- Dallah Al-Baraka
- E. A. Juffali and Brothers
- Glass Fiber Technology Co. Ltd
- Haji Hussein Alireza & Company
- House of Alireza
- Kingdom Holding Company
- National Commercial Bank
- Olayan Group
- Rafic A. Kreidie Contractors and Engineers
- Rezayat
- Riyad Bank
- SABIC
- Samba Financial Group
- Saudi Arabian Oil Co.
- Saudi Aramco
- Saudi Binladin Group
- Saudi Electricity
- Saudi Oger
- Saudi Telecom
- Tadawul
- The Saudi British Bank
- Yusuf Bin Ahmed Kanoo